# Aymar de La Baume Pluvinel

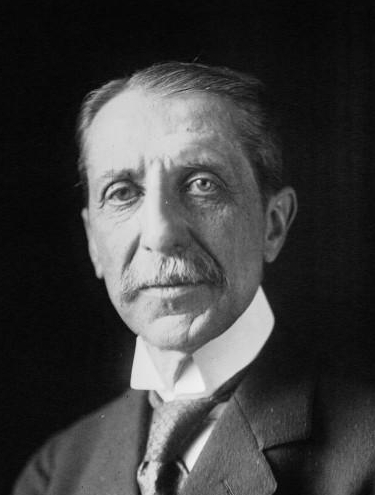
Aymar de La Baume Pluvinel

Aymar Eugène de La Baume Pluvinel (* 6. November 1860 in Marcoussis; † 18. Juli 1938 in Vic-sur-Cère) war ein französischer Astronom, Professor an der École supérieure d’optique und Mitglied der Académie des sciences (seit dem 28. November 1932).
Im Jahr 1909 fertigte er mit seinem Assistenten Fernand Baldet die ersten hochauflösenden Fotografien von der Oberfläche des Mars mit Hilfe eines neuen Teleskops auf dem Pic du Midi de Bigorre an.
1923 erhielt er den Jules-Janssen-Preis.